# 심해원정대 오르페우스호
심해원정대 오르페우스호(The Deep)는 2010년 8월 3일부터 2010년 8월 31일까지 방영된 영국 BBC 드라마이다.

## 방송 시간
| 방송 채널 | 방송 기간       | 방송 시간                     |
| --------- | --------------- | ----------------------------- |
| KBS 2TV   | 2011년 7월 3일  | 일요일 밤 12:45 ~ 2:25(100분) |
| KBS 2TV   | 2011년 7월 10일 | 일요일 밤 12:25 ~ 2:15(110분) |

## 한국판 성우진(KBS)
- 정미숙 - 프란시스(미니 드라이버)
- 홍시호 - 샘슨(고란 비슈니치)
- 오세홍 - 글렘(제임스 네즈빗)
- 유남희 - 캐서린(올라 브래디)
- 오인성 - 레이몬드(토비어스 멘지스)
- 임채헌 - 아르까디(톰 블라시하)
- 정훈석 - 빈센트(사샤 다완)
- 이미향 - 스베틀라나(베라 필라토바)
- 이재용 - 로우(나이젤 휘트미)
- 김영진 - 스터리지(론 도나치)
- 이지환 - 하츠토(리단)
- 배진홍 - 매디(앤토니아 토머스)